# Pfarrkirche Monstab

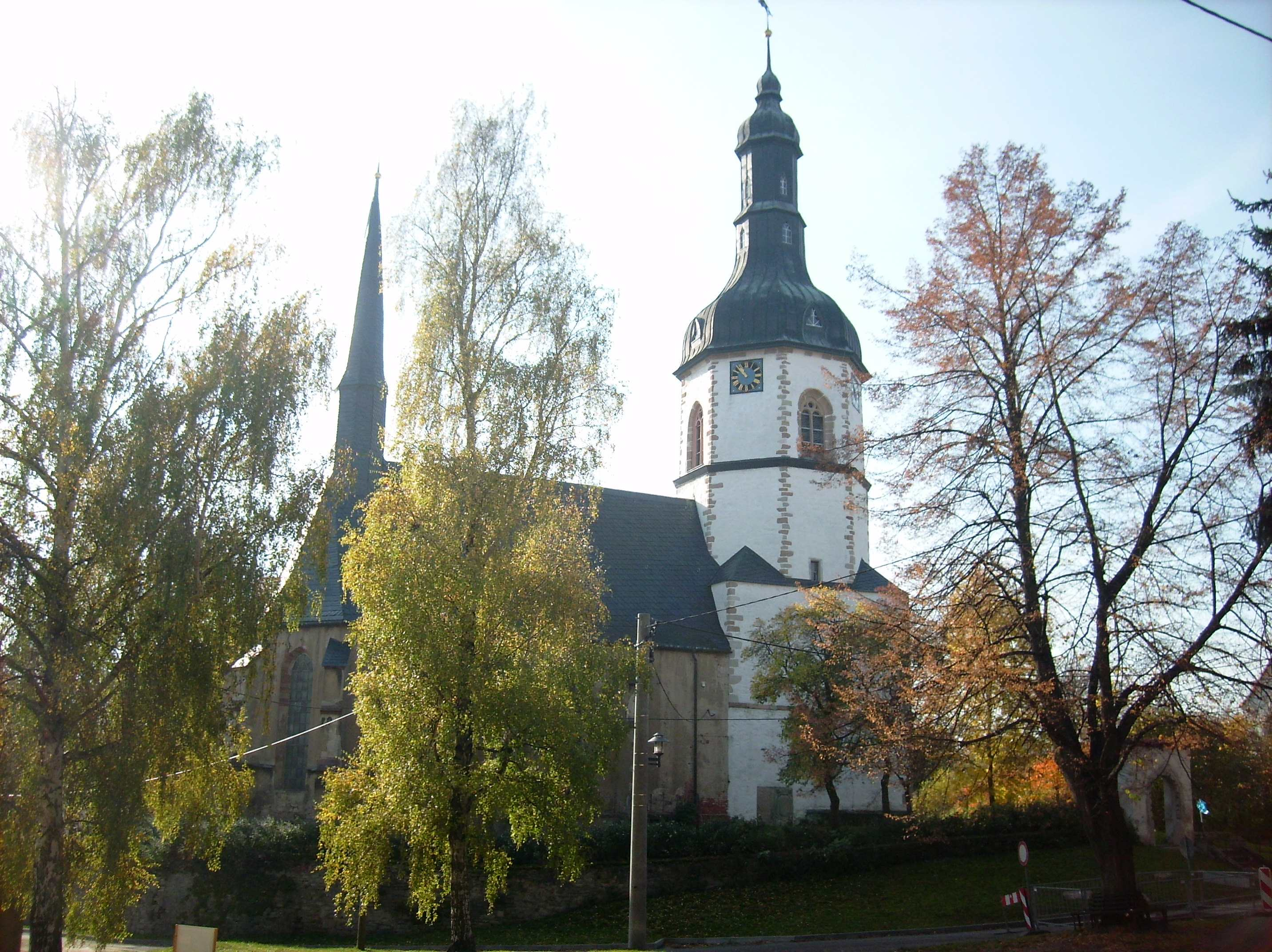
Pfarrkirche Monstab

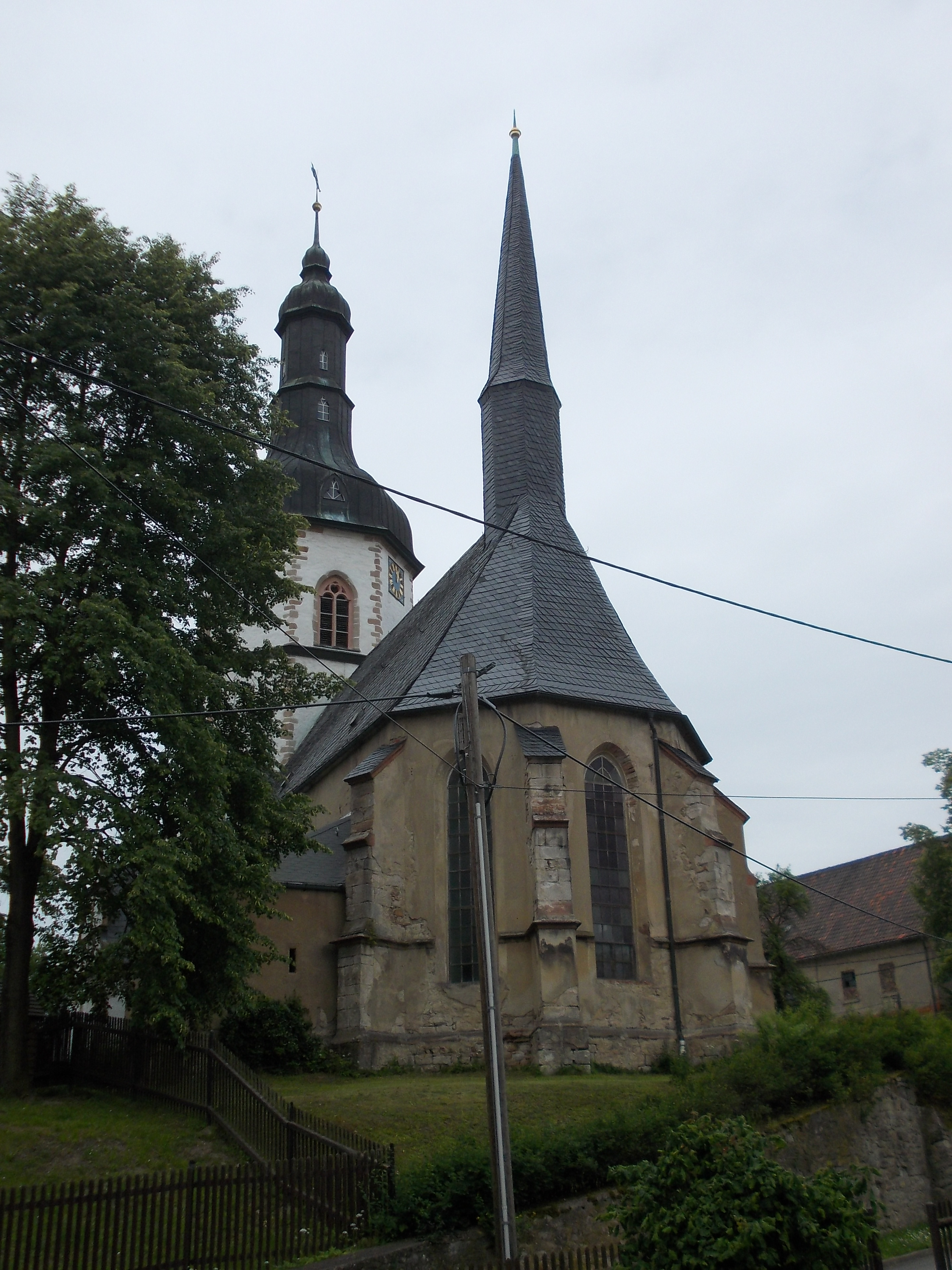
Ansicht von Osten

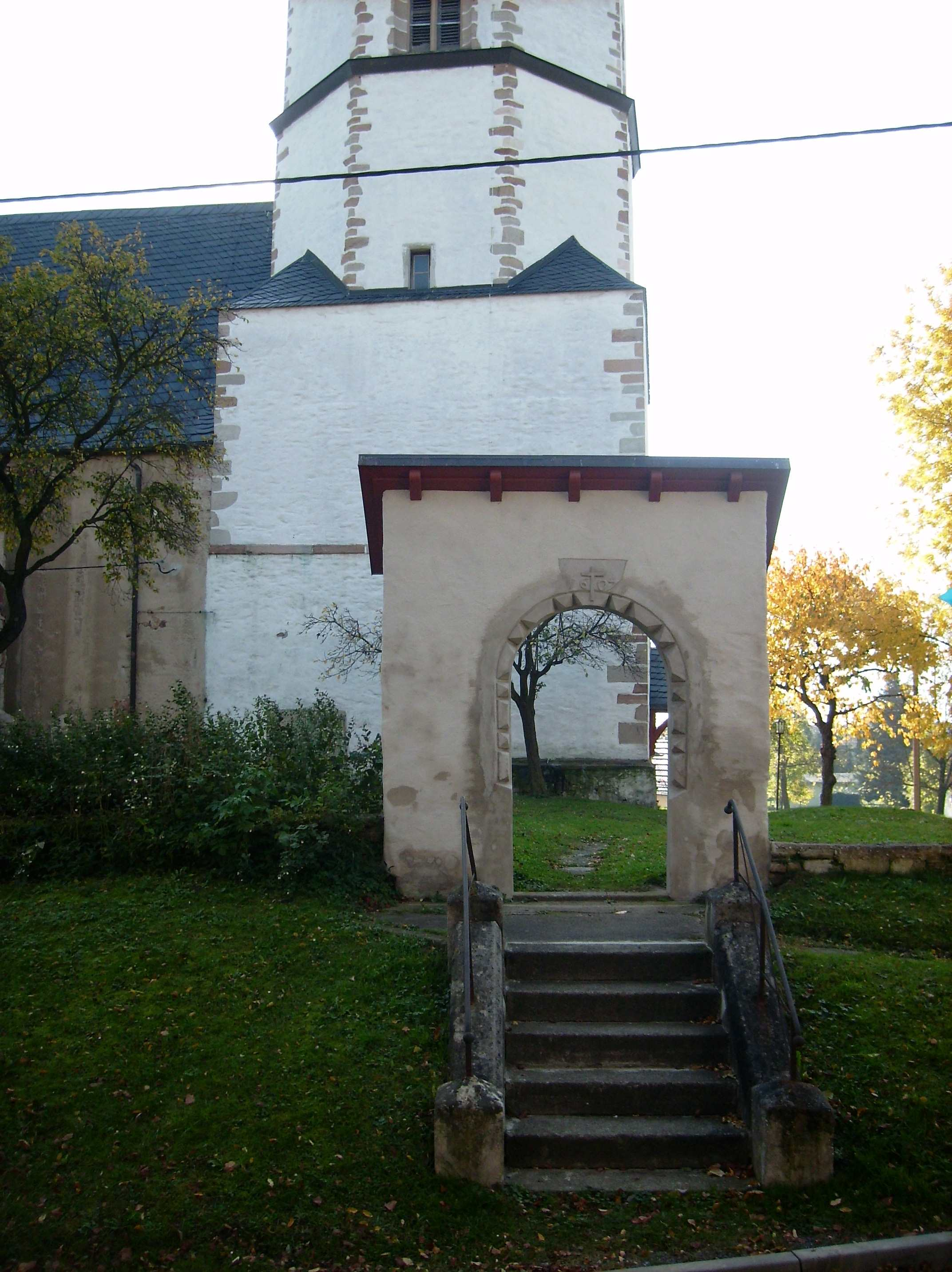
Friedhofsportal

Die evangelische Pfarrkirche Monstab (auch: St. Trinitas) ist eine spätgotische Saalkirche in Monstab im Landkreis Altenburger Land in Thüringen. Sie gehört zur Kirchengemeinde Rositz im Kirchenkreis Altenburger Land der Evangelischen Kirche in Mitteldeutschland.

## Geschichte und Architektur
Eine Volkssage erzählt von einem ewigen Licht im Jahr 1445 in einer Kirche von Monstab, es ist also mindestens ein Vorgängerbauwerk der vorhandenen Kirche anzunehmen.
Die heutige Pfarrkirche ist eine spätgotische Saalkirche mit mächtigem, unten quadratischem, nach oben hin achteckigem Westturm und polygonalem Ostabschluss. Sie ist von einem Friedhof mit Umfassungsmauer und Pforte mit der Jahreszahl 1607 umgeben. Die Hauptteile der Kirche aus den Jahren 1497–1520 sind axial ausgerichtet und von gleicher Breite, der Bauablauf ist anhand von Inschriften ablesbar. Im Süden liegen die Vorhalle von 1511 und eine Sakristei aus der gleichen Zeit. Nach einem Brand im Jahr 1599 erfolgte eine umfassende Wiederherstellung bis 1611. Von dieser Baumaßnahme stammt der gestaffelte Volutengiebel wahrscheinlich aus dem Jahr 1607. Eine barocke Haube mit Laterne bildet den Abschluss des Turmes, im Osten wird das Bauwerk durch einen Dachreiter akzentuiert. Im 19. Jahrhundert wurde die Kirche mehrfach renoviert, eine weitere Restaurierung wurde 1992 vorgenommen. Die Restaurierung der Kirche wird durch die Deutsche Stiftung Denkmalschutz gefördert.
Alle Räume sind mit Gewölben abgeschlossen, im Chor sind Sterngewölbe, im Schiff Netzgewölbe mit den Daten 1519 und 1520 eingezogen, ähnlich wie in der Pfarrkirche Treben.

## Ausstattung
Das Innere wird an drei Seiten von einer Empore eingefasst, die wie die Kanzel und das Taufbecken von einer Neuausstattung in den Jahren 1838–1840 stammt.
Ein fein gestaltetes, dreiteiliges Altarretabel vom Beginn des 16. Jahrhunderts zeigt im Mittelschrein die Figuren der Heiligen Christophorus und Katharina sowie eines heiligen Bischofs. Auf den bemalten Flügeln ist die Passion Christi dargestellt, auf der Predella die Verkündigung an Maria. Ein spätgotisches, später möglicherweise überarbeitetes Vesperbild und ein Bildnis Luthers von 1610 bilden die weitere Ausstattung.
Mehrere Grabplatten des 17./18. Jahrhunderts sind ebenfalls erhalten.

## Orgel
Die Orgel ist ein Werk von Christian Friedrich Poppe dem Älteren aus dem Jahr 1810. Eine Reparatur erfolgte 1853 durch Karl Ernst Poppe. Ein Elektroventilator wurde später eingebaut. Weitere Veränderungen sind nicht bekannt. Die Disposition lautet:
| I Hauptwerk C–d3 |     |  |
| Principal        | 8′  |  |
| Bordun           | 16′ |  |
| Viola da Gamba   | 8′  |  |
| Cornet III D     |     |  |
| Spitzflöte       | 8′  |  |
| Gedacktflöte     | 8′  |  |
| Hohlflöte        | 4′  |  |
| Octava           | 4′  |  |
| Quinta           | 3′  |  |
| Octava           | 2′  |  |
| Mixtur V         | 2′  |  |

| II Oberwerk C–d3    |    |
| Principal           | 8′ |
| Principal-discant D | 8′ |
| Lieblichgedackt     | 8′ |
| Flauto travers      | 8′ |
| Salicional          | 8′ |
| Flageolet           | 1′ |
| Mixtur III          |    |
| Rohrflöte           | 8′ |

| Pedal C–c1     |     |
| Posaunen Bass  | 16′ |
| Principal Bass | 8′  |
| Sub Bass       | 16′ |
| Violon Bass    | 16′ |

- Koppeln: Manualschiebekoppel, Pedalkoppel
- Tremulant, Calcant